# Източноевропейски лесостепи
Източноевропейските лесостепи са екорегион в Източна Европа, част от биома на Умерените широколистни и смесени гори и биогеографската област Палеарктика.
Обхваща ивица с дължина над 2000 километра от изток на запад – от Урал в Русия до централна Украйна, с отделни откъснати области на запад в Румъния, Молдова и България, – характеризираща се със смесица на местности със степна растителност и широколистни гори.